# Akatsuki Akira
Akatsuki Akira (暁月 あきら (Hiểu Nguyệt) sinh 18 tháng 8 năm 1977) là một tác giả manga người Nhật. Một số công việc tiêu biểu của anh là minh họa cho bộ manga Medaka Box của Nisio Isin đăng trên Weekly Shonen Jump từ 2009 đến 2013. Manga của anh, Luger Code 1951 được chuyển thể thành ONA bởi Studio Deen vào năm 2016.

## Công việc
- Z-XL Dai (Z-XLダイ?) – Akamaru Jump, 2003[2]
- Angel – Jump the Revolution!, 2005[3]
- Contractor M&Y (hay Controller M&Y?) – Weekly Shōnen Jump, 2006–2007, one-shot và một series[4][5][6]
- Little Brave Pukateriosu (LITTLE BRAVE プカテリオス Little Brave Pukateriosu?) – Akamaru Jump, 2008[7]
- Medaka Box (めだかボックス?) – Weekly Shōnen Jump, 2009–2013, one-shot và series 22 tập, cộng tác với Nisio Isin – Vai trò: Minh họa[8][9]
- Good Loser Kumagawa – Weekly Shōnen Jump, 2011, one-shot, công tác với Isio Nisin – bản ngoại truyện của Medaka Box[10]
- Toshokan Kyūseishu Kurabu (図書館救世主倶楽部, Library Savior Club) – Akamaru Jump, 2013[8]
- Musume Iri-Bako (Girl in a Box) – Weekly Shonen Jump, 2014, one shot, cộng tác với Isin Nisio[9]